# Wielka Kopa Koprowa
Wielka Kopa Koprowa (niem. Velka Kopa, Großer Schafberg, słow. Veľká kopa, węg. Velka Kopa, Nagy-Koprova-tető, 2052 m) – najwyższy szczyt Liptowskich Kop (Liptovské kopy) położony pomiędzy Garajowymi Kopami – dokładniej Wielką Garajową Kopą (Veľká Garajova kopa) – od których oddziela go Garajowa Przełęcz Wyżnia (Vyšné Garajovo sedlo, 1925 m), a Gołymi Wierchami – dokładniej Zadnim Gołym Wierchem (Zadný Holý vrch) – od których oddziela go Turkowa Przełęcz (Turkovo sedlo, 1947 m).

## Topografia
Od wierzchołka Wielkiej Kopy Koprowej odchodzi pięć bocznych grani Liptowskich Kop:
- północno-wschodnie poprzez Garajową Przełęcz Wyżnią. Jest to przedłużenie głównego grzbietu Kop Liptowskich,
- południowo-wschodnie, nazywane Kudłatą Grańką (Kudlatý hrebienok), oddziela Dolinkę Garajową (Garajova dolina) od Dolinki Turkowej (Turkova dolina),
- południowo-zachodnie poprzez Turkową Przełęcz. Jest to przedłużenie głównego grzbietu Kop Liptowskich,
- zachodnia grań, odchodząca w pobliżu Turkowej Przełęczy z Brdarowymi Grapami (Brdárove grapy) oddzielonymi od masywu Wielkiej Koprowej Kopy przez przełęcz Brdarowy Przechód (Brdárov priechod). Ramię to oddziela dolinę Koprowicę (Kôprovnica) od Doliny Szpaniej (Špania dolina),
- północno-zachodnia grań z Magurą Rycerową, którą oddziela przełęcz Wyżni Rycerowy Zawracik (Vyšný Licierov závrat, 1945 m). Grzbiet ten w Wyżniej Magurze Rycerowej (Veľká Licierova magura, 1995 m) rozdziela się na dwa ramiona, z których jedno odchodzi w kierunku północnym przez Niżni Rycerowy Zawracik (Nižný Licierov závrat, 1857 m) do Rycerowej Kopy (Licierova kopa, 1902 m). Drugie ramię kieruje się na zachód przez Pośrednią Magurę Rycerową (Prostredná Licierova magura, 1933 m), w której rozdwaja się, a jego północne i zachodnie ramię ograniczają Rycerowy Żleb (Magurský žľab). Z tym żlebem sąsiaduje Małe Rycerowe (Predné Licierovo). Wielkie Rycerowe (Zadné Licierovo) wcina się pomiędzy północno-wschodnie ramię Wyżniej Magury Rycerowej a północno-zachodnie ramię Wielkiej Kopy Koprowej. Ta rozległa kotlina podchodzi pod Wielką Kopę Koprową[3].

## Opis
Wielka Kopa ma kopulasty i trawiasty wierzchołek. Dawniej była wypasana, pasły tutaj miejscowości Kokawa i Wychodna. Dokumenty pasterskie wymieniają tę górę już w latach 1670 i 1715, w druku wymienia ją Matej Bel w 1736 jako Koprowa Wielka. Od 1949 jest obszarem ochrony ścisłej i jest niedostępna dla turystów. Zimą schodzą z niej ogromne lawiny. Badaniami naukowymi Wielkiej Kopy zajmowali się polscy naukowcy: M. Jurek (1928–1929), Mieczysław Klimaszewski, Jerzy Młodziejowski (1930–1934). Sam wierzchołek o powierzchni ok. 3000 m² zbudowany jest z białych granitów z wtrąceniami z gnejsów. Występują na niej rowy grzbietowe i inne polodowcowe formy. Przez polskich topografów wraz z całymi Liptowskimi Kopami zaliczana do jest do Tatr Wysokich, przez część topografów słowackich do Tatr Zachodnich. Drogi na szczyt były znane od dawna pasterzom i kłusownikom. Pierwsze odnotowane wejście turystyczne zimowe – Józef Grabowski z pięcioma osobami towarzyszącymi – 3 marca 1912 r.

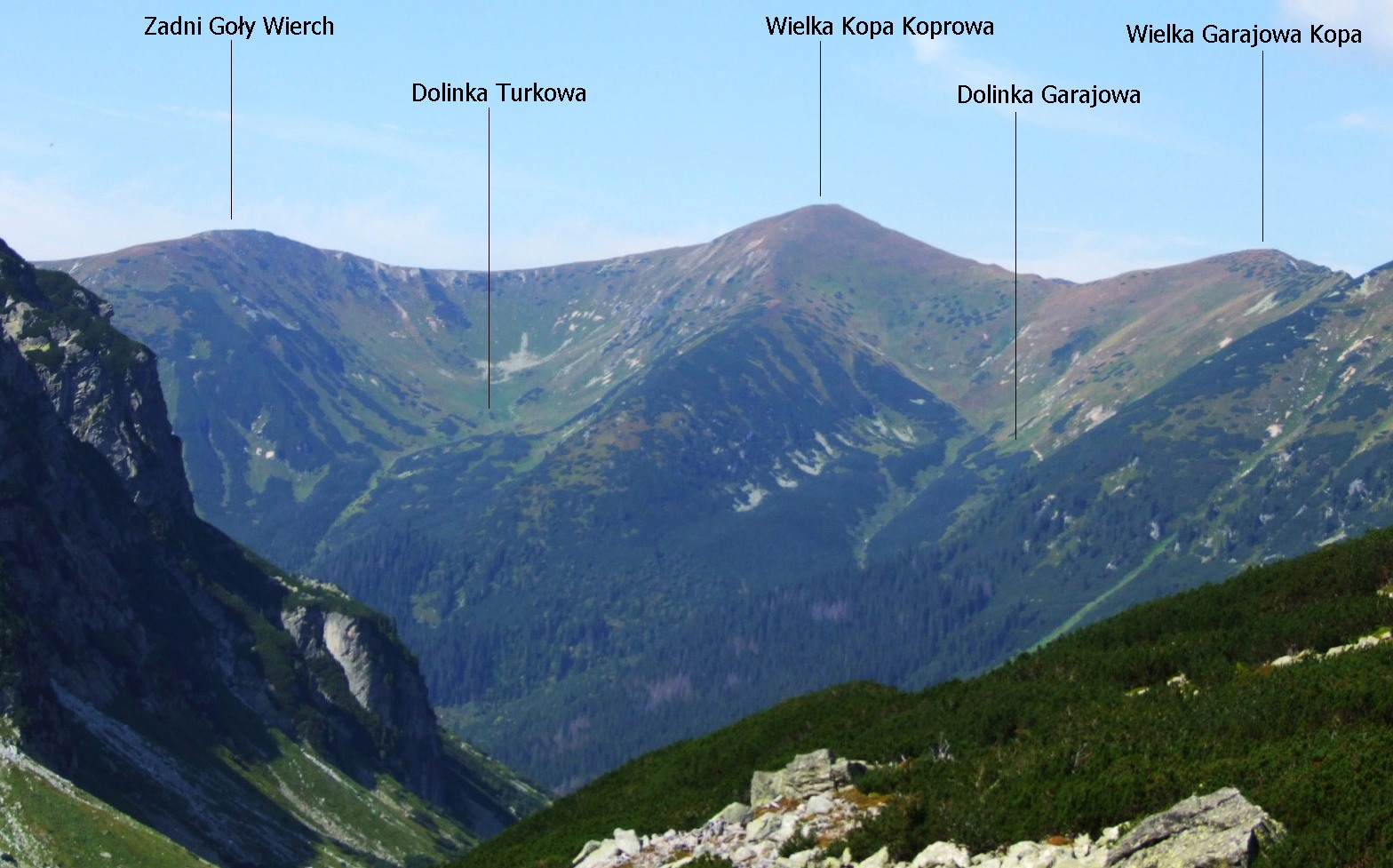
Widok z Doliny Hlińskiej
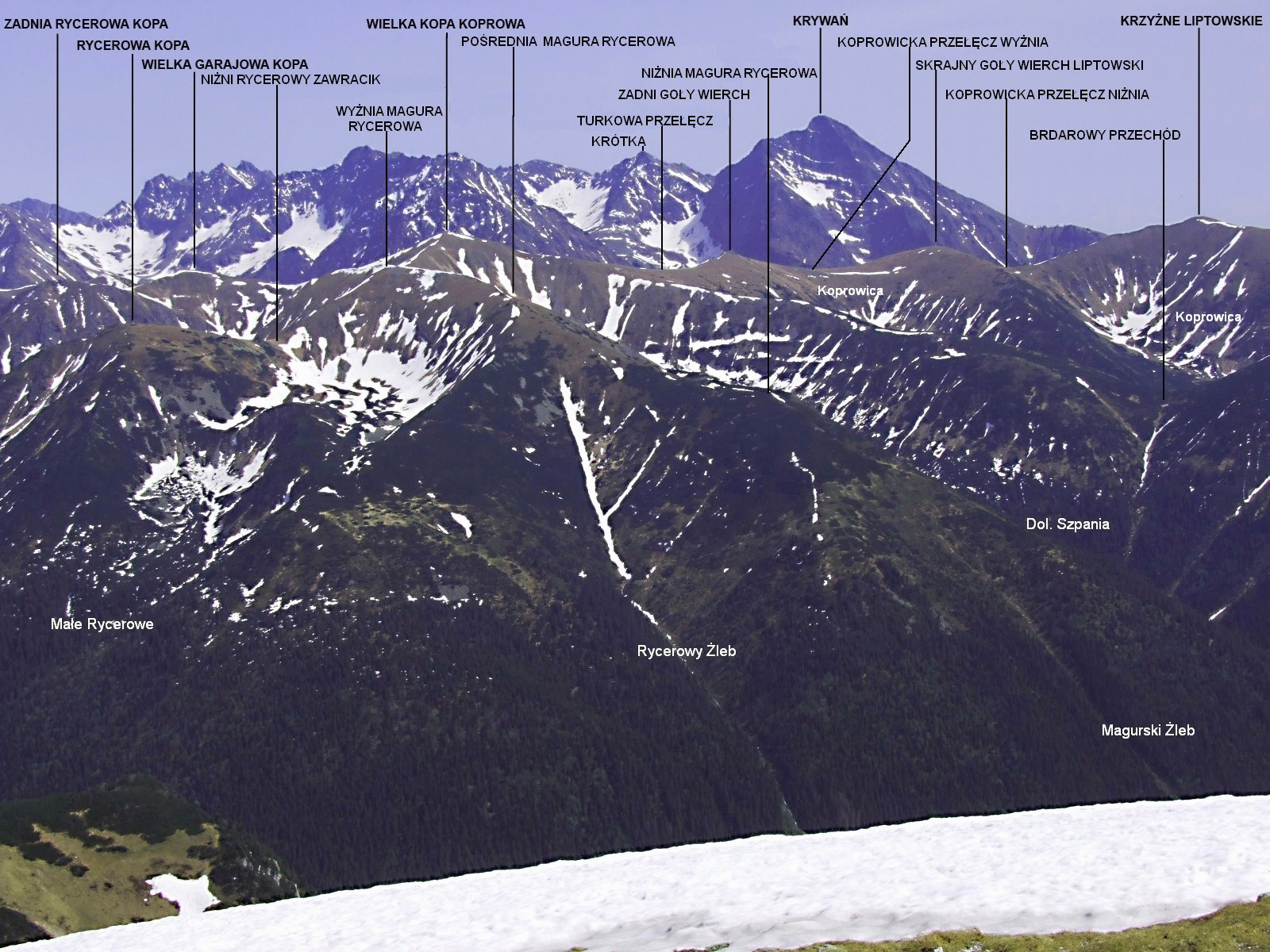
Widok z Małołączniaka